# Jorge Bermúdez
Pour les articles homonymes, voir Bermudez.
Jorge Bermúdez, né le 18 juin 1971 à Calarcá, est un footballeur international colombien qui évolue au poste de défenseur central au Deportes Quindío, à l'América de Cali, à Benfica, à Boca Juniors, à l'Olympiakos, au Newell's Old Boys, au Barcelona SC, au Deportivo Quevedo, au Deportivo Pereira et à l'Independiente Santa Fe entre 1989 et 2007. L'année de sa retraite sportive, il devient entraîneur.
Bermúdez marque trois buts lors de ses cinquante-six sélections avec l'équipe de Colombie entre 1995 et 2001. Il participe à la Coupe du monde en 1998 et à la Copa América en 1995, 1997 et 1999.

## Biographie
Bermúdez commence sa carrière au Deportes Quindío puis rejoint l'América de Cali à 20 ans. Il y reste six saisons, pendant lesquelles il est sélectionné pour les Jeux olympiques de 1992 puis découvre l'équipe nationale avec laquelle il dispute la Copa América 1995. En 1996, il rejoint l'Europe en signant au Benfica Lisbonne. 
Un an plus tard, il fait son retour en Amérique du Sud en signant à Boca Juniors. Il fait partie de la fameuse équipe mise en place par Carlos Bianchi, qui remporte en quelques années de très nombreux titres. Il est notamment capitaine des Xeneizes lorsque ces derniers conquièrent la Copa Libertadores et de la Coupe intercontinentale en 2000.
En 2001, il prend sa retraite internationale après 56 sélections, et traverse de nouveau l’Atlantique pour signer à l'Olympiakos, où il ne va jouer que neuf matchs en deux saisons. Il revient alors en Argentine, à 32 ans, où il évolue une saison aux Newell's Old Boys avant d'entamer un tour du continent qui se termine en 2007 au Deportes Quindío, son club formateur.
En 2010, Bermúdez est nommé entraîneur du club de deuxième division argentine Defensa y Justicia.

## Carrière de joueur
- 1989-1990 : Deportes Quindío
- 1991-1996 : América de Cali
- 1996-1997 : Benfica
- 1997-2001 : Boca Juniors
- 2001-2003 : Olympiakos
- 2003-2004 : Newell's Old Boys
- 2004 : Barcelona SC
- 2005 : América de Cali
- 2005 : Deportivo Quevedo
- 2006 : Deportivo Pereira
- 2006 : Independiente Santa Fe
- 2007 : Deportes Quindío

### Palmarès

#### En équipe nationale
- Troisième de la Copa América 1995.
- Quart-de-finaliste de la Copa América 1997 et de la Copa América 1999.
- Participe au premier tour de la coupe du monde 1998.

#### Avec l'América de Cali
- Vainqueur du Championnat de Colombie de football en 1990 et 1992.

#### Avec Boca Juniors
- Vainqueur de la Copa Libertadores en 2000 et 2001.
- Vainqueur de la Coupe intercontinentale en 2000.
- Vainqueur du Championnat d'Argentine de football en 1998 (Tournoi d'ouverture), 1999 (Tournoi de clôture) et 2000 (Tournoi d'ouverture).

## Carrière d'entraîneur
- 2007-2008 : Depor FC
- 2008 : Deportivo Pasto
- 2010 : América de Cali
- 2010 : Defensa y Justicia
- 2017 : Atlético Huila